# 上久堅村
上久堅村（かみひさかたむら）は長野県下伊那郡にあった村。現在の飯田市大字上久堅にあたる。

## 地理
- 山：神之峰、卯月山、権現山

## 歴史
- 1881年（明治14年）9月9日 - 近世以来の久堅村が分割して上久堅村・下久堅村となる。
- 1884年（明治17年）5月19日 - 一部が分立して虎岩村（後に下久堅村の一部）となる。
- 1889年（明治22年）4月1日 - 町村制の施行により、上久堅村が単独で自治体を形成。
- 1964年（昭和39年）3月31日 - 飯田市に編入。同日上久堅村廃止。

## 経済
村一帯には、崩壊地やはげ山が広がっており、1917年からは長野県による治山事業が、1937年からは国直轄の治山事業が戦時中も通して行われていた。一時は、村の全770戸の中から600人余りが治山事業に従事するなど、村の農村経済を支えるための事業が村を支えるという逆転現象もあった。昭和初期の村内に150ha以上も存在した荒廃地は次第に復旧し、1956年には直轄治山事業も終了。荒廃地の多くは森林を回復している。

## 交通

### 道路
- 国道152号（現・国道256号）